# Oldenburg (Züssow)
Oldenburg ist ein Ortsteil der Gemeinde Züssow des Amtes Züssow im Landkreis Vorpommern-Greifswald in Mecklenburg-Vorpommern.

## Geographie
Der Ort liegt drei Kilometer südlich von Züssow. Die Nachbarorte sind Züssow im Norden, Nepzin und Karlsburg im Nordosten, das Naturschutzgebiet Karlsburger und Oldenburger Holz im Osten, Groß Jasedow und Wolfradshof im Südosten, Schmatzin im Süden, Ranzin im Südwesten, Gribow im Westen sowie Thurow im Nordwesten.

## Geschichte
Oldenburg wurde urkundlich erstmals 1514 als Oldenborch genannt. Es ist eine deutsche Gründung, wie schon der Name (alte Burg) verrät, es gibt aber archäologisch bislang keine Nachweise einer burgähnlichen Anlage. Es sind lediglich slawische Siedlungsbefunde nordöstlich des Gutes bekannt, Berghaus spricht von einem Burgwall an der Stelle.
1865 hatte Oldenburg 42 Einwohner, 1 Bahnwärterhaus, 3 Wohnhäuser und 3 Wirtschaftsgebäude.
Das Gut Oldenburg war stets als Pertinenz direkt mit dem Gut Ranzin verbunden, zur Geschichte siehe dort. Nach 1945 wurde das Gut in der Bodenreform aufgesiedelt, dann erfolgte bis 1960 der Zusammenschluss zur LPG. Diese fusionierte ab 1967 mit der LPG Thurow.